# Карташёв, Лев Васильевич
Лев Васильевич Карташёв вариант написания фамилии Карташов (24 ноября 1870 — 25 июля 1963) — врач, депутат Государственной думы II созыва от Симбирской губернии

## Биография
Родился в семье отставного майора Василия Львовича Карташёва (1822—?), происходившего из мещан и 15 января 1847 года внесённого во 2-ю часть дворянской родословной книги Казанской губернии по определению Казанского дворянского депутатского собрания, от его второго брака (4 февраля 1870 года) с Александрой Коронатовной Поповой в деревне Малые Кармачи Лаишевского уезда Казанской губернии (ныне пос. Нижние Кармачи Лаишевского района Республики Татарстан). Крещён в Богоявленской церкви селе Егорьево Лаишевского уезда. Ещё в 1888 году, будучи гимназистом в Казани, стал членом марксистского кружка Н. Е. Федосеева и состоял в нём до 1890 года. Поступил на медицинский факультет Казанского университета. В 1891 был арестован по обвинению в организации студенческого революционного кружка, находился по арестом вплоть до 1896[уточнить], из них 21/2 года провёл в одиночной камере в тюрьме «Кресты» в Санкт-Петербурге. Освободившись, ходатайствовал о разрешении окончить образование и, получив его, окончил медицинский факультет Казанского университета в 1900 году.
Служил заведующим Алатырской земской больницей. Был избран гласным Алатырской городской думы. В 1905 году стоял во главе «революционного комитета», координировавшего выступления рабочих Алатыря и крестьян Алатырского уезда, занимался распространением запрещённой литературы, произносил речи на митингах. В декабре 1905 года стоял у истока Алатырского уездного крестьянского съезда, сформировавшего отделение Всероссийского крестьянского союза. В 1906 участвовал в кампании по выборам в Государственную думу I созыва. На момент выборов во вторую Думу не имел недвижимого имущества, но есть указания, что ранее у в его собственности была 251 десятина земли.
6 февраля 1907 года избран в Государственную думу II созыва от общего состава выборщиков Симбирского губернского избирательного собрания. До начала работы в Думе объехал Алатырский уезд, где на крестьянских сходах поощрял составление ими «приговоров» (наказов) в Думу.
В Думе вошёл в состав Трудовой группы и фракции Крестьянского союза. Избран Товарищем секретаря Думы. Состоял в думских комиссиях: бюджетной, по запросам, о местном суде, о привлечении 55 членов Думы к уголовной ответственности. Участвовал в прениях по вопросам о привлечении к уголовной ответственности различных членов Думы, таких как Л. Ф. Геруса, А. Ф. Кузнецова, А. С. Купстаса, кроме того выступал по вопросам о величине контингента новобранцев в призыв 1907 года и о Наказе. От имени Трудовой группы предложил избрать комиссию для изыскания средств для борьбы с безработицей.
После разгона Думы вернулся в Алатырь, но из-за полицейского давления был вынужден оставить земскую службу в Симбирской губернии, и в 1907 году перебрался на Кавказ в Кутаисскую губернию. По состоянию на январь 1908 года служил врачом в Чиатуре.

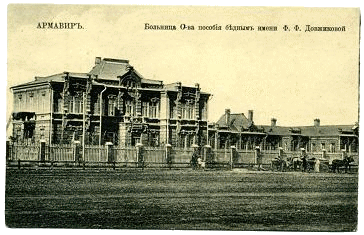
Больница Общества пособия бедным имени Февронии Фёдоровны Довжиковой в городе Армавире, где Л. В. Карташёв работал в 1909—1919 гг.

В сентябре 1909 года по объявленному в печати конкурсу был избран на должность главного врача вновь построенной больницы в Армавире. Доктор Караташёв был командирован в Москву для ускорения приобретения оборудования. 17 января 1910 года больница им. Ф. Ф. Довжиковой Армавирского общества пособия бедным открылась. Впоследствии был не только главным врачом, но и заведующим этой больницы. В 1918 году Л. В. Карташёв тяжело заболел возвратным тифом и его отправили на лечение в Сочи, откуда он вернулся через год с лишним. С 15 мая 1919 года Карташёв оставил службу в больнице Довжиковой и перешёл на службу в Управление Кавказских минеральных вод на должность заведующего больницей им. Хлудовой в городе Кисловодске.
Из-за развившейся Базедовой болезни Карташёв должен был сменить климат и переехал в Сухум, оттуда в 1927 семья Карташёвых перебралась в Гудауты. Там Лев Васильевич стал работать хирургом и гинекологом-акушером. В 1954 году вышел на пенсию. Скончался в 1963 году.

## Семья
- Первая жена — Мария-Элиза Георгиевна Карташёва урождённая ?[4].
  - Сын — Александр (3.09.1895[7][уточнить]—16.12.1937), калека от рождения, 21 июля 1937 — арестован в Казани как «участник контрреволюционной повстанческой организации». 13 декабря приговорён к расстрелу[8].
  - Сын — Виктор (1901—после 1937), рентгенолог Первой народной больницы (бывшей больницы им. Довжиковой) в Армавире[6], инженер радиотелефонного завода № 197 в г. Горьком, репрессирован в 13 августа 1937, срок 10 лет ИТЛ[9].
- Вторая жена — И. А. Маслова, врач из Кисловодска[6]
- Единокровный брат — Алексей (4.07.1858—?), почётный мировой судья, земский начальник 4-го участка Свияжского уезда[7].

## Сочинения
Автор 20 научных трудов.

## Награды и звания
- 1941 — Заслуженный врач Абхазской АССР.

### Архивы
- Российский государственный исторический архив. Фонд 1278. Опись 1 (2-й созыв). Дело 187; Дело 556. Лист 7.